# Gonzalo Chacón
Gonzalo Chacón y Martínez del Castillo (Ocaña, 1429 – Ocaña, 1507) è stato un politico e storico spagnolo.
Durante il regno di Giovanni II di Castiglia, fu sotto il comando del valido Álvaro de Luna, e durante Enrico IV di Castiglia fu contabile della principessa Isabella, poi Isabella la Cattolica. L'ispanico Alan Deyermond gli attribuisce la Crónica de don Álvaro de Luna (1453), che altri attribuiscono ad Álvar García de Santa María.

## Biografia

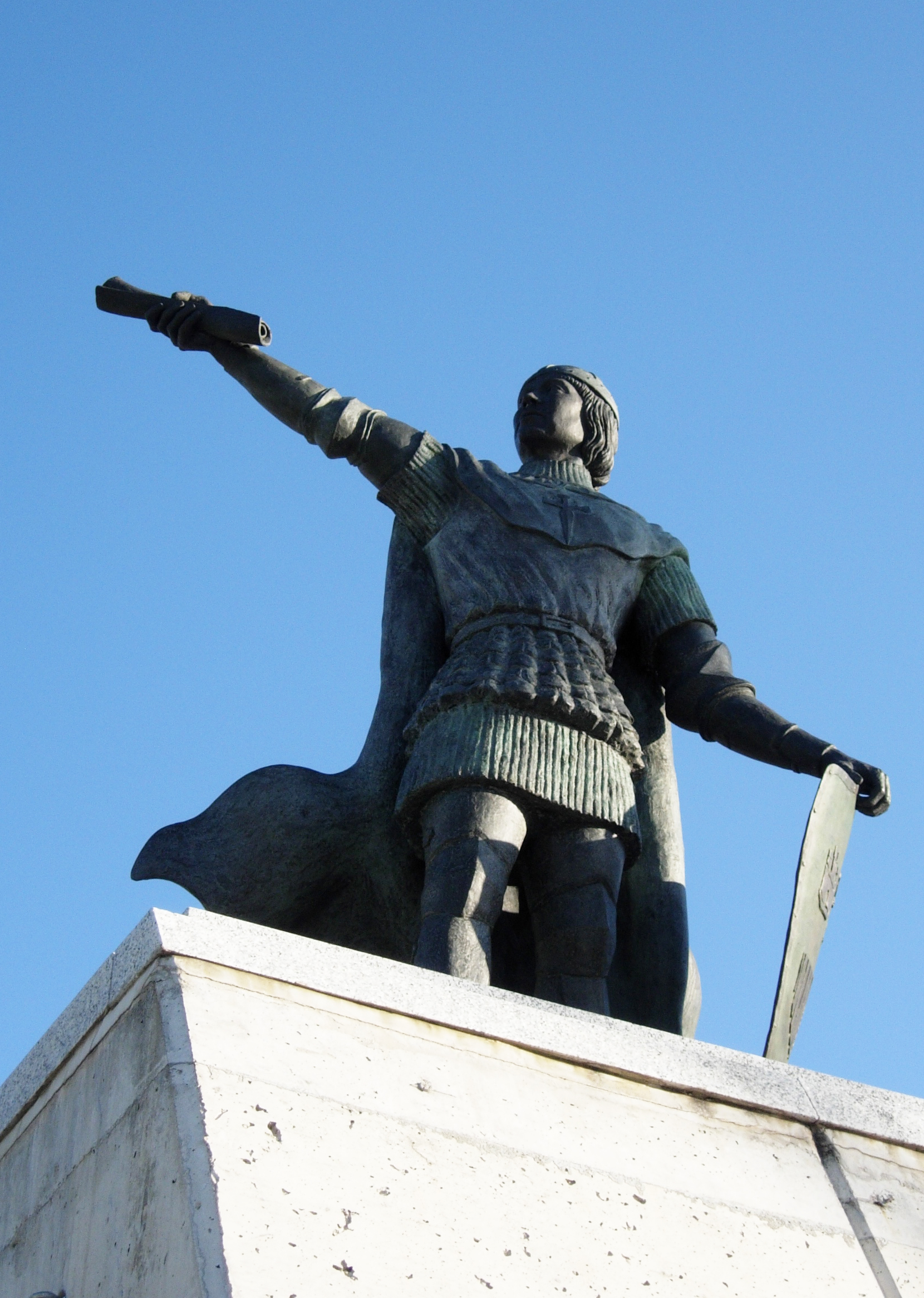
La statua in un parco vicino al Torreón de Arroyomolinos, Madrid, che aveva costruito.

Figlio di Juan Chacón Alfón e di Inés Martínez del Castillo, fu primo signore di Casarrubios del Monte e Arroyomolinos per misericordia dei Re cattolici nel 1469. Inoltre, ricoprì le cariche di contabile maggiore di Castiglia, capocameriere, guardia maggiore e maggiordomo maggiore della regina Isabella di Castiglia, che chiamò affettuosamente "mio padre". Fu anche il contabile maggiore del principe don Juan, comandante in capo di Montiel, de la Osa e Caravaca. Fu Tredici dell'Ordine di Santiago, direttore del Cimborrio di Ávila e degli Alcázar di Segovia.
Contrasse il suo primo matrimonio con Clara Álvarez de Alvarnáez, una donna di origine portoghese, cavaliera di Santiago e cameriera principale della regina, e una volta morta sposò María Manrique de Lara, figlia di Gabriel Fernández Manrique, 1º conte di Osorno. Morì nel 1507 e fu sepolto con la prima moglie nella cappella di famiglia della chiesa di San Juan Bautista de Ocaña. Il figlio Juan Chacón de Alvarnáez (1452-1503) successe al padre negli incarichi al servizio della Corona di Castiglia. Sposò Luisa Fajardo y Manrique, dando origine al marchesato dei Vélez.

## Nella cultura di massa
Gonzalo Chacón ha un ruolo di primo piano nella serie Isabel. È interpretato da Ramón Madaula, con un ruolo anche nel film La corona partida.